# Rumerode
Rumerode ist ein einzeln liegender ehemaliger Gutshof und heutige Kleinsiedlung im Ortsgebiet von Birkenfelde in der Landgemeinde Uder im thüringischen Landkreis Eichsfeld.

## Lage
Die Hofanlage entstand an der Kreuzung von zwei Altstraßen (Diotweg), später Diebesweg oder Heerstraße, unterhalb der Hennefeste (447 m) auf einem kleinen Buntsandsteinplateau nordwestlich von Birkenfelde. Etwa drei Kilometer südwestlich befinden sich die ehemaligen Gutsstellen von Oberstein und Unterstein. Zum Gutsbezirk gehörte einst noch die Saumühle im westlichen Steinatal.

## Geschichte
Am 28. September 1197 wurde das Gehöft erstmals urkundlich erwähnt. 1236 wird es als Rabodenrothe erwähnt, was als Rodung eine Ratboto gedeutet werden kann. Weiter Schreibweisen waren 1295 Rumroda, 1308 Rabinderode, 1608 Rabenrode und 1737 Ramrode. Besitzungen im 14. Jahrhundert hatten die Herren von Hanstein, der Erzbischof von Mainz, der Propst von Nörthen, die Gebrüder von Kerstlingerode und Otto von Rusteberg. Die Gemarkung lag eher zerstreut und reichte bis an die Gemarkungen von Birkenfelde, Schelmerode (Wüstung), Mackenrode (Wüstung) und Unterstein.
Nachdem es in der Mitte des 16. Jahrhunderts wüst geworden war, verkauften viele ehemalige Bewohner ihre Hofstellen an die von Hanstein. Später wurde die Gutsanlage errichtet, die der Adelsfamilie Hanstein gehörte und meist von Verwaltern bewirtschaftet wurde, so von Kaspar Funke (1730), Friedrich Funke (bis 1790), Adolf Riedmüller aus Birkenfelde, Wilhelm Roselieb (1834), Melchior Große. Nachdem um 1750 das Herrenhaus niedergebrannt war, wurde ein zweigeschossiger Fachwerkbau errichtet. 1837 wurde Rumerode aus der Gemeinde Birkenfelde ausgegliedert. 1897 verkauften die von Hanstein das Gut und den Ort. Valentin Süßmann erbaute ein Arbeiterwohnhaus für 8 Familien. Insgesamt wechselten die Besitzer wegen ungünstiger Bedingungen aber häufiger.
1945 wurde das Gut im Rahmen der Bodenreform enteignet und an 11 Neubauern aufgeteilt, davon an zwei Neubauernhöfe. 1946 hatte Rumerode 80 Einwohner und 1954 wurde eine Landwirtschaftliche Produktionsgenossenschaft gegründet. Ab 1961 wurde im Ort eine Schule eingerichtet, die auch von Schülern aus Birkenfelde besucht wurde. Viele Bewohner verließen im Laufe der Jahre den Ort. Das Herrenhaus und weiter Gebäude wurden 1972 abgerissen. Die vorhandenen Keller- und Fundamentreste gelten als Flächendenkmal. Heute führt der Radverbindungsweg Leine-Werra durch den Ort.